# Ludovic Payen
Pour les articles homonymes, voir Payen.
Ludovic Payen (né le 18 février 1995 à Vernon) est un athlète français, spécialiste du 110 m haies.
En mai 2017, il porte son record à 13 s 60 à Oordegem, avant de remporter le 15 juillet le titre de champion d'Europe espoir à Bydgoszcz en 13 s 49, nouveau record personnel.
Le 13 février 2018, à Liévin, Ludovic Payen porte son record personnel du 60 m haies à 7 s 66, et se rapproche à un centième des minimas pour les championnats du monde en salle de Birmingham.
Le 21 mai 2021, il est condamné à huit mois d'emprisonnement avec sursis par le tribunal correctionnel de Poitiers pour des violences commises sur son ex-conjointe le 16 juin 2020 à Poitiers.
Le 19 mars 2021, la fédération française d'athlétisme l'avait déjà suspendu quatre mois dont deux avec sursis pour ces faits.

## Palmarès
| Date | Compétition                   | Lieu      | Résultat | Épreuve     | Temps   |
| ---- | ----------------------------- | --------- | -------- | ----------- | ------- |
| 2017 | Championnats d'Europe espoirs | Bydgoszcz | 1er      | 110 m haies | 13 s 49 |

| Date | Compétition            | Lieu          | Résultat | Épreuve     | Temps   |
| ---- | ---------------------- | ------------- | -------- | ----------- | ------- |
| 2019 | Championnats de France | Saint-Étienne | 3e       | 110 m haies | 13 s 42 |